# Ciutat de Panamà
La Ciutat de Panamà (en castellà Ciudad de Panamá) és la capital de la República de Panamà, de la província de Panamà i Cap del districte homònim. És la ciutat més gran i poblada del país, amb una població de 880.691 habitants al seu municipi i 1.206.792 de persones a la seva àrea metropolitana, que inclou el districte de San Miguelito. Està localitzada a la costa del golf de Panamà, a l'oceà Pacífic, a l'est de la desembocadura del canal de Panamà.
Fundada amb el nom de Nuestra Señora de la Asunción de Panamá (Nostra Senyora de l'Assumpció de Panamà) el 15 d'agost de 1519 pel castellà Pedro Arias Dávila prop d'una rancheria d'indis Cueva a la qual anomenaven Panamà,  actualment ocupa una superfície de 2.561 km². Com a capital de la república, alberga la seu del Govern Nacional, així com també d'altres institucions governamentals i una gran quantitat d'ambaixades i consolats. La ciutat és el principal centre cultural i econòmic de Panamà. Posseeix una intensa activitat financera i un centre bancari;  va ocupar la 2a posició en la versió 2013 de la classificació de les Ciutats Més Competitives d'Amèrica Llatina. El canal de Panamà i el turisme són també notables fonts d'ingrés per a l'economia de la ciutat, que compta amb un clima tropical. La presència de grans cadenes d'hotels internacionals, la marcada influència estatunidenca en determinades zones i el creixement urbanístic dels darrers anys ha fet que se la conegui pel sobrenom de «La Miami d'Amèrica».
El centre històric de la Ciutat de Panamà, està inscrit a la llista del Patrimoni de la Humanitat de la UNESCO.

## Toponímia
L'origen del nom de la ciutat deriva de la castellanització del terme en llengua cueva Panamà, que segons Pascual de Andagoya significa «abundància de peixos» o «abundància de peix i papallones», i per l'arbre homònim.

## Història

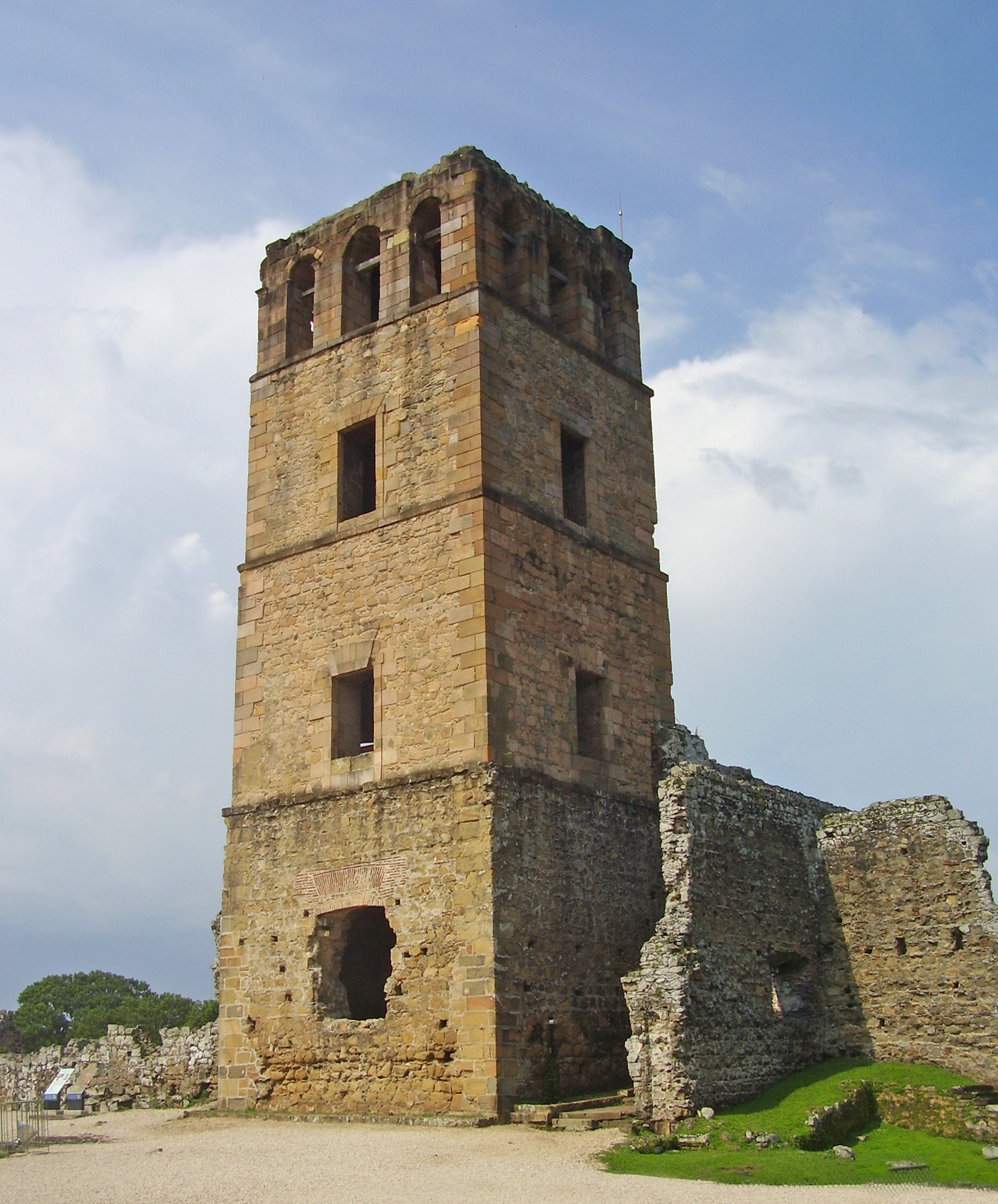
Ruïnes de Panamá la Vieja.

Escut de la Ciutat de Panamà, atorgat el 15 de setembre de 1521 per Carles V.

### La ciutat antiga
La ciutat va ser fundada el 15 d'agost de 1519 amb una població de cent habitants, per Pedro Arias Dávila, amb el nom de Nuestra Señora de la Asunción de Panamá (Nostra Senyora de l'Assumpció de Panamà). Fou la primera ciutat europea permanent a la costa americana de l'oceà Pacífic i serví per substituir les anteriors ciutats de Santa María la Antigua del Darién i Acla, a l'istme de Panamà. Un tema recurrent en la història de la ciutat va ser el flux i reflux del comerç internacional a través del istme. Dos anys després, el 15 de setembre de 1521, va rebre mitjançant reial cèdula el títol de ciutat i un escut d'armes conferit per Carles V i a la vegada es va establir un cabildo. Poc després de ser fundada, la ciutat es va convertir en el punt de partida per a l'exploració i conquesta de Perú i un punt de trànsit per als carregaments d'or i plata que els Habsburg enviaven principalment a Flandes i Espanya.
El 1539 i el març de 1563 grans incendis van devastar part de la ciutat. El 1610 hi vivien un mínim de 5.000 habitants i ja hi havia construïts uns 500 habitatges i diversos convents i capelles, un hospital i la catedral dedicada a la Mare de Déu de l'Assumpció; cosa que feia de la ciutat una de les més importants de l'Amèrica espanyola.
A començaments del segle XVII la ciutat pateix l'amenaça de pirates i corsaris, sumat a les constants amenaces d'indígenes provinents del Darién. El 2 de maig de 1621 la ciutat pateix un terratrèmol que provoca diversos morts i ferits, així com nombrosos danys estructurals. El 21 de febrer de 1644 té lloc el Gran Incendi, el qual va ser provocat i va cremar 83 cases i diversos edificis religiosos, com ara la catedral. La ciutat tenia en aquells moments uns 8.000 habitants.
El 1670 la població havia augment fins als 15.000 habitants. El 28 de gener de 1671 el pirata britànic Henry Morgan, juntament amb una banda de 1.400 homes van atacar i saquejar la ciutat. No els va ser possible saquejar-la totalment perquè el capità general de Terra Ferma, Juan Pérez de Guzmán, va ordenar fer volar pels aires els dipòsits de pólvora de la ciutat i això va provocar un enorme incendi que la va destruir gairebé del tot. Els pirates van perseguir i saquejar als habitants de la ciutat que havien fugit amb les seves pertinences i coses de valor i es van retirar de les ruïnes el 24 de febrer amb diversos presoners i esclaus capturats.
Les ruïnes de l'antiga ciutat encara es mantenen i són una popular atracció turística coneguda com Panamá la Vieja.

### La nova ciutat de Panamà

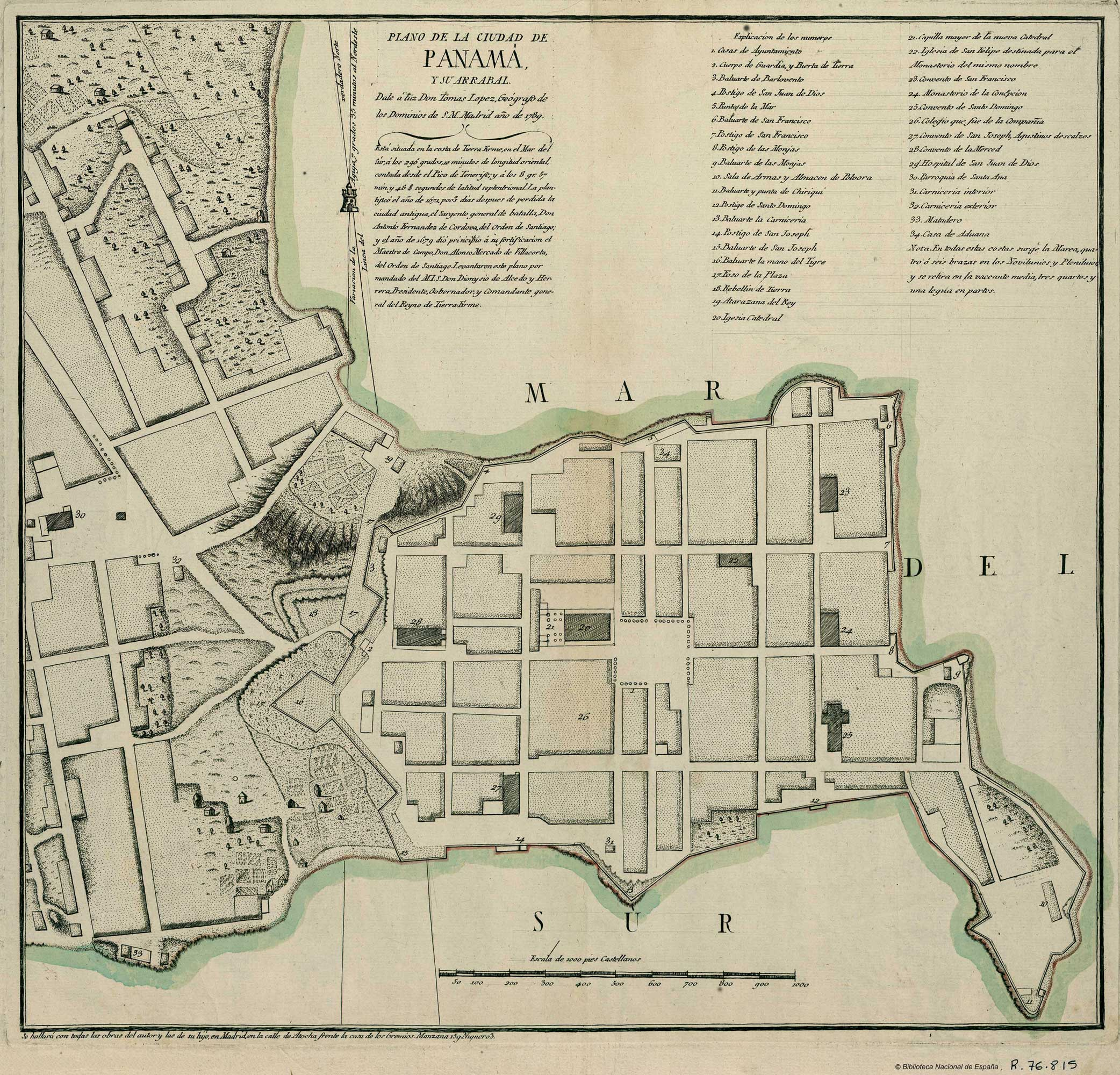
Plànol de Panamà i el seu raval el 1789.

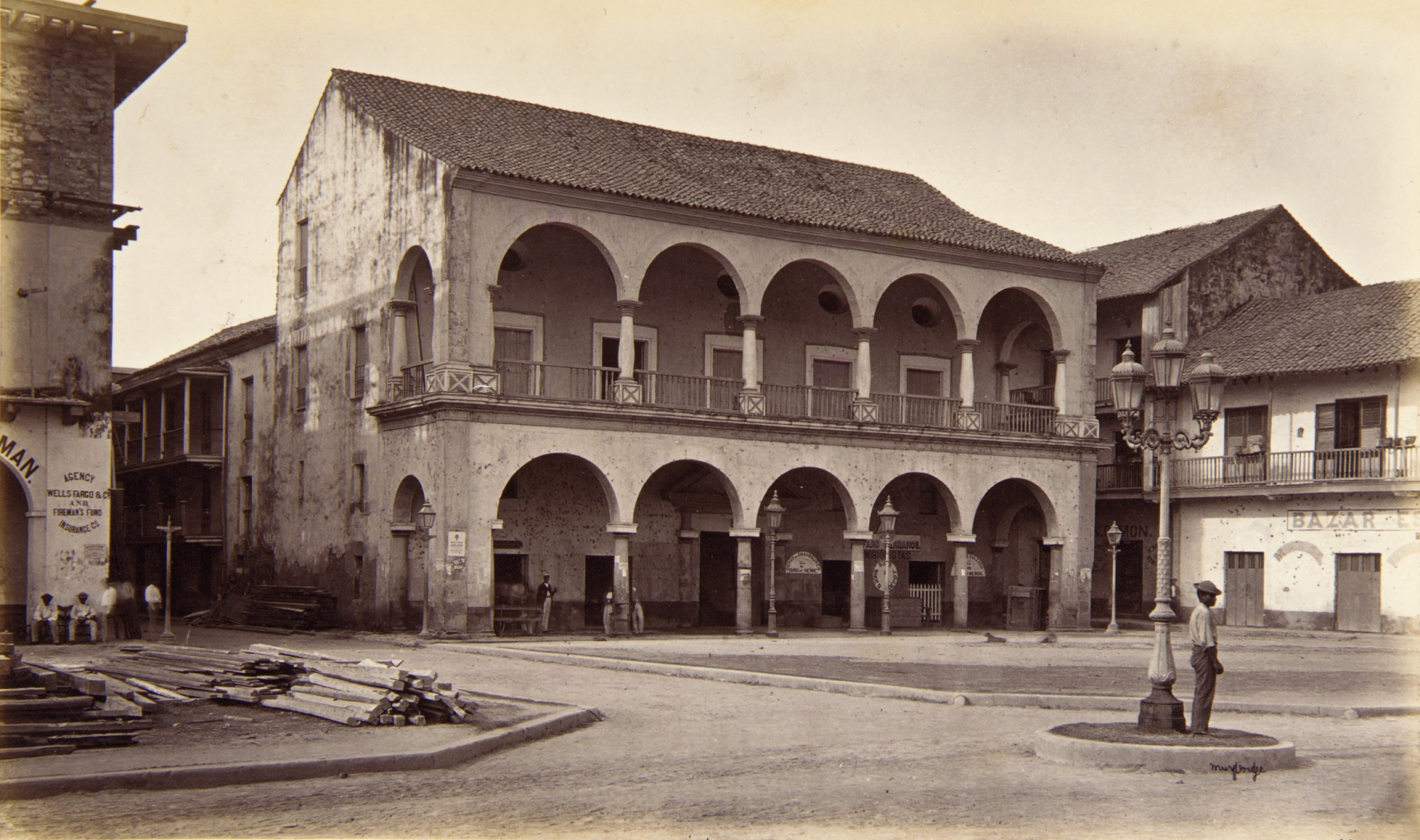
Antic cabildo de Panamà el 1876.

La ciutat va ser reconstruïda en 1673 per Antonio Fernández de Córdoba, uns 8  km al sud-oest de la ciutat original. Aquesta ubicació forma actualment el Centre històric de la Ciutat.
Cap a 1790 la ciutat es recupera i torna a tenir una població de 7.000 habitants. L'anomenada febre de l'or de Califòrnia, en 1848, va dur un augment dels viatgers que creuaven l'istme camí a la costa oest d'Amèrica del Nord. El 1847 es va fundar la companyia ferroviària panamenya però el ferrocarril no entrà en funcionament fins a 1855, quan la ciutat ja tenia uns 12.000 habitants. Entre 1848 i 1869, quan es va completar el primer ferrocarril transcontinental als Estats Units, gairebé 375.000 persones van creuar l'istme des de l'Atlàntic al Pacífic i 225.000 ho van fer en sentit contrari. Aquest tràfic va fer créixer la prosperitat de la ciutat i va fer que el 1885 ja comptés amb 25.000 habitants.
La construcció del Canal de Panamà va significar un gran benefici per a la ciutat. Les millores en matèria de salut que va dur la instal·lació dels estatunidencs a la zona del canal va permetre erradicar la febre groga i la malària, així com la introducció del primer sistema d'aigua potable. Amb tot, molts dels treballadors per a la construcció del Canal van ser portats des del Carib, cosa que va causar tensions racials i socials a la ciutat.
Durant la Segona Guerra Mundial la construcció de bases militars i la presència de grans quantitats de militars i personal civil estatunidenc van portar nous nivells de prosperitat a la ciutat. Amb els anys, però, els beneficis d'aquesta presència a l'àrea del canal van significar, des de la perspectiva dels panamenys, una ofensa, ja que fins als a la dècada de 1960 els panamenys tenien l'accés limitat a diverses àrees dels voltants del Canal. Moltes d'aquestes àrees eren zones militars accessibles només pel personal estatunidenc. Això provocà diversos aldarulls i enfrontaments entre els panamenys i els estatunidencs que vivien a la zona del canal. Els més destacats van tenir lloc el 9 de gener de 1964 i van donar lloc al què és conegut com el dia dels màrtirs, que van deixar més de 20 morts.
A finals de la dècada de 1970, i durant la dècada de 1980, la ciutat es va convertir en un important centre bancari internacional, amb una important al blanqueig de diners. El 1989, després de gairebé un any de tensió entre els Estats Units i Panamà, George Bush va ordenar la invasió de Panamà per defenestrar el líder panameny, el general Manuel Antonio Noriega. Com a resultat d'aquesta acció anomenada, Operació Causa Justa, una part del veïnat del Chorrillo, va ser destruïda per l'intens bombardeig.

El 1999, els Estats Units van transferir oficialment el control de la Zona del Canal de Panamà a Panamà. La ciutat de Panamà segueix sent un destacat centre bancari, tot i que té controls molt visibles en el flux de diners en efectiu. El transport marítim es realitza a través d'instal·lacions portuàries a la zona de Balboa operades per la Companyia Hutchison Whampoa, de Hong Kong, i a través de diversos ports del costat caribeny de l'istme.

## Geografia
La Ciutat de Panamà es troba entre l'oceà Pacífic i la selva tropical de la part nord del país. El Parc Natural Metropolità (Parque Natural Metropolitano), que s'estén des de la ciutat de Panamà i segueix el canal de Panamà, compta amb espècies d'aus úniques i altres animals, com el tapir, el puma o caimans. A l'entrada del canal del Pacífic hi ha el Centro de Exhibiciones Marinas, un centre de recerca per als interessats en la vida marina tropical i l'ecologia, gestionat per l'Smithsonian Tropical Research Institute.
Els boscos tropicals del voltant de Panamà són vitals per al funcionament del canal de Panamà, ja que li proporcionen l'aigua necessària per al seu funcionament. A causa de la importància del canal per a l'economia panamenya, els boscos tropicals al voltant del canal s'han mantingut en un estat gairebé verge; el canal és, per tant, un rar exemple d'un vast projecte d'enginyeria enmig d'un bosc que va ajudar a preservar aquest bosc. Al costat occidental del canal hi ha el Parc Nacional Soberanía.
La ciutst es travessada per 8 rius: Cárdenas, Curundú, Matasnillo, Matías Hernández, Abajo, Juan Díaz, Tapía i Tocumen.

### Clima
Segons la classificació climàtica de Köppen, la ciutat de Panamà té un clima de sabana tropical (Köppen Aw), una mica més sec que un clima monsònic. Recull 1.900 mm de precipitacions anuals. L estació humida va de maig a desembre i l'estació seca de gener a abril. Les temperatures es mantenen constants durant tot l'any, amb una mitjana d'uns 27 °C. Les hores de sol són escasses perquè Panamà es troba a la zona de convergència intertropical, on hi ha una formació de núvols gairebé continuada, fins i tot durant la temporada seca.
| Dades climàtiques a Ciutat de Panamà (1971–2000)         | Dades climàtiques a Ciutat de Panamà (1971–2000) | Dades climàtiques a Ciutat de Panamà (1971–2000) | Dades climàtiques a Ciutat de Panamà (1971–2000) | Dades climàtiques a Ciutat de Panamà (1971–2000) | Dades climàtiques a Ciutat de Panamà (1971–2000) | Dades climàtiques a Ciutat de Panamà (1971–2000) | Dades climàtiques a Ciutat de Panamà (1971–2000) | Dades climàtiques a Ciutat de Panamà (1971–2000) | Dades climàtiques a Ciutat de Panamà (1971–2000) | Dades climàtiques a Ciutat de Panamà (1971–2000) | Dades climàtiques a Ciutat de Panamà (1971–2000) | Dades climàtiques a Ciutat de Panamà (1971–2000) | Dades climàtiques a Ciutat de Panamà (1971–2000) |
| Mes                                                      | gen                                              | febr                                             | març                                             | abr                                              | maig                                             | juny                                             | jul                                              | ag                                               | set                                              | oct                                              | nov                                              | des                                              | anual                                            |
| -------------------------------------------------------- | ------------------------------------------------ | ------------------------------------------------ | ------------------------------------------------ | ------------------------------------------------ | ------------------------------------------------ | ------------------------------------------------ | ------------------------------------------------ | ------------------------------------------------ | ------------------------------------------------ | ------------------------------------------------ | ------------------------------------------------ | ------------------------------------------------ | ------------------------------------------------ |
| Màxima mitjana °C (°F)                                   | 31.7 (89.1)                                      | 31.7 (89.1)                                      | 32.2 (90)                                        | 32.2 (90)                                        | 31.1 (88)                                        | 30.6 (87.1)                                      | 30.6 (87.1)                                      | 30.6 (87.1)                                      | 30.0 (86)                                        | 29.4 (84.9)                                      | 30.0 (86)                                        | 30.6 (87.1)                                      | 31.0 (87.8)                                      |
| Mitjana diària °C (°F)                                   | 28.1 (82.6)                                      | 28.1 (82.6)                                      | 28.6 (83.5)                                      | 28.9 (84)                                        | 28.3 (82.9)                                      | 27.8 (82)                                        | 27.8 (82)                                        | 27.8 (82)                                        | 27.2 (81)                                        | 27.0 (80.6)                                      | 27.2 (81)                                        | 27.5 (81.5)                                      | 28.1 (82.6)                                      |
| Mínima mitjana °C (°F)                                   | 24.4 (75.9)                                      | 24.4 (75.9)                                      | 25.0 (77)                                        | 25.6 (78.1)                                      | 25.6 (78.1)                                      | 25.0 (77)                                        | 25.0 (77)                                        | 25.0 (77)                                        | 24.4 (75.9)                                      | 24.4 (75.9)                                      | 24.4 (75.9)                                      | 24.4 (75.9)                                      | 24.8 (76.6)                                      |
| Pluja mitjana mm (polzades)                              | 29.3 (1.154)                                     | 10.1 (0.398)                                     | 13.1 (0.516)                                     | 64.7 (2.547)                                     | 225.1 (8.862)                                    | 235.0 (9.252)                                    | 168.5 (6.634)                                    | 219.9 (8.657)                                    | 253.9 (9.996)                                    | 330.7 (13.02)                                    | 252.3 (9.933)                                    | 104.6 (4.118)                                    | 1.907,2 (75,087)                                 |
| Mitjana de dies de pluja (≥ 0.1 mm)                      | 2.9                                              | 1.3                                              | 1.4                                              | 4.9                                              | 15.0                                             | 16.0                                             | 14.0                                             | 15.0                                             | 17.0                                             | 20.0                                             | 16.0                                             | 7.5                                              | 131.0                                            |
| Mitjana mensual d'hores de sol                           | 228.9                                            | 245.2                                            | 183.9                                            | 173.1                                            | 108.5                                            | 116.3                                            | 106.1                                            | 118.1                                            | 99.2                                             | 103.9                                            | 139.8                                            | 120.5                                            | 1.743,5                                          |
| Font #1: World Meteorological Organization               |                                                  |                                                  |                                                  |                                                  |                                                  |                                                  |                                                  |                                                  |                                                  |                                                  |                                                  |                                                  |                                                  |
| Font #2: ETESA (sunshine data recorded at Albrook Field) |                                                  |                                                  |                                                  |                                                  |                                                  |                                                  |                                                  |                                                  |                                                  |                                                  |                                                  |                                                  |                                                  |

## Organització administrativa
La ciutat està situada al districte de Panamà, tot i que l'àrea metropolitana de la ciutat de Panamà inclou també el districte de San Miguelito. L'estructura del districte capital de Panamà va ser modificada en dues ocasions entre el 2002 i el 2009. Actualment està conformada per 26 corregiments:
| 1. San Felipe 2. El Chorrillo 3. Santa Ana 4. Calidonia 5. Curundú 6. Ancón 7. Bella Vista 8. Bethania 9. San Francisco | 1. Pueblo Nuevo 2. Parque Lefevre 3. Río Abajo 4. Juan Díaz 5. Las Cumbres 6. Pacora 7. Tocumen 8. Pedregal 9. Las Mañanitas | 1. San Martín 2. 24 de diciembre 3. Chilibre 4. Alcalde Díaz 5. Ernesto Córdoba Campos 6. Caimitillo 7. Don Bosco 8. Las Garzas |

El Centre històric està situat al corregiment de San Felipe, mentre els corregiments de Calidonia, Bella Vista, San Francisco i Parque Lefevre inclouen la major part de les àrees on s'ha concentrat l'auge immobiliari a la ciutat.
Després que els Estats Units d'Amèrica tornessin al Panamà les àrees de l'antiga Zona del Canal en compliment amb els Tractats Torrijos-Carter, la ciutat va guanyar un conjunt de barris residencials situats majoritàriament al corregiment d'Ancón. Aquests barris tenen un estil arquitectònic típic dels suburbis estatunidencs.
El districte de Sant Miguelito, per la seva banda, ocupa un espai significatiu dins l'àrea metropolitana de la ciutat. Està dividit en nou corregiments i les seves àrees urbanes han tingut històricament la funció de ciutat dormitori.

## Urbanisme
El barri vell de Panamà presenta molts estils arquitectònics, des d'edificis colonials espanyols fins a cases adossades franceses i antillanes construïdes durant la construcció del canal de Panamà. Les zones més modernes de la ciutat tenen molts edificis de gran alçada, que junts formen un horitzó molt dens. Hi ha més de 110 projectes de construcció de gratacels i 127 ja han estat construïts. La ciutat ocupa el lloc 45 del món pel nombre d'edificis de gran alçada.
El pont Centenario, que creua el canal de Panamà, va obtenir el Bridge Award of Excellence de l'American Segmental Bridge Institute.

## Economia

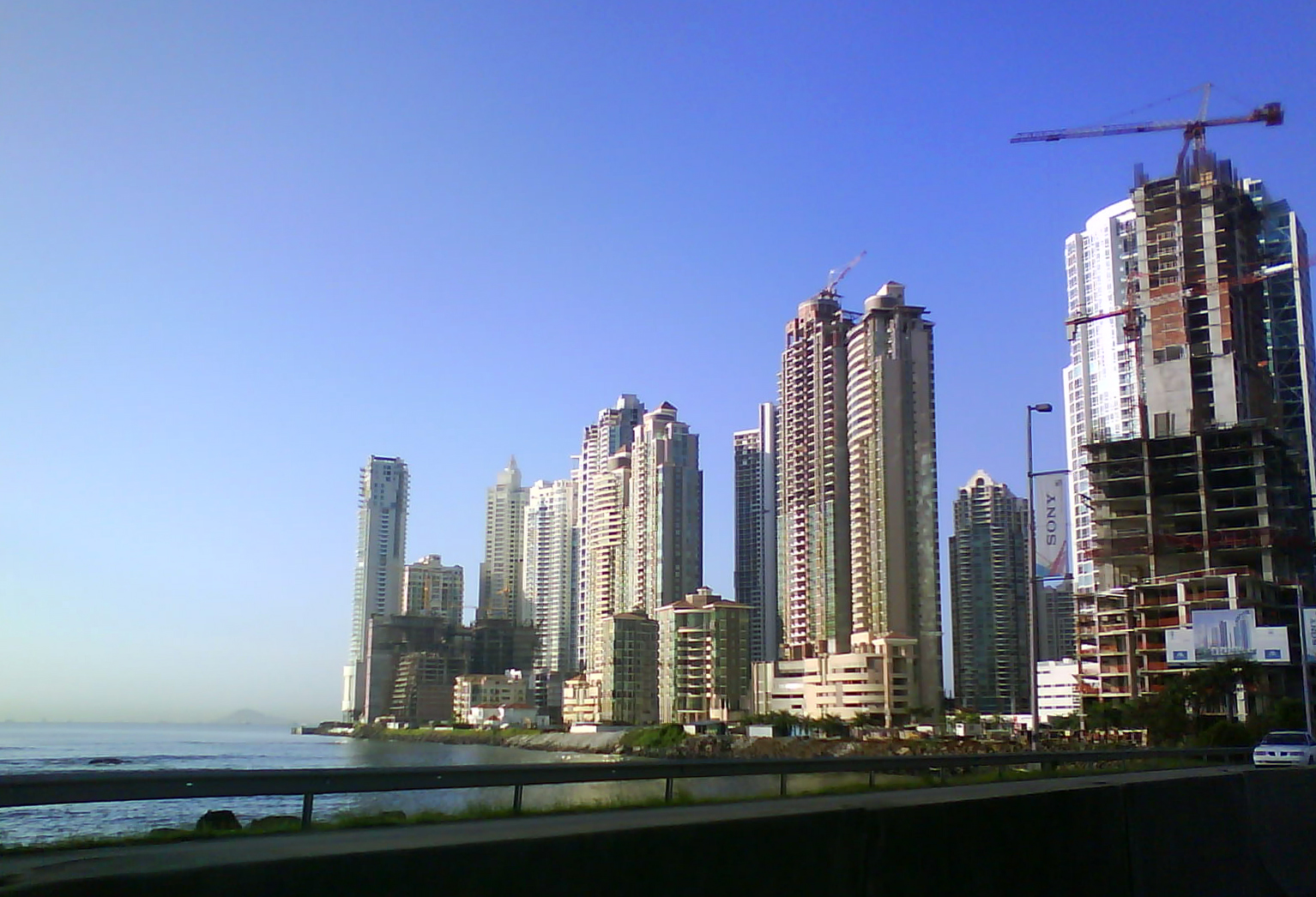
Boom de la construcció a la ciutat de Panamà.

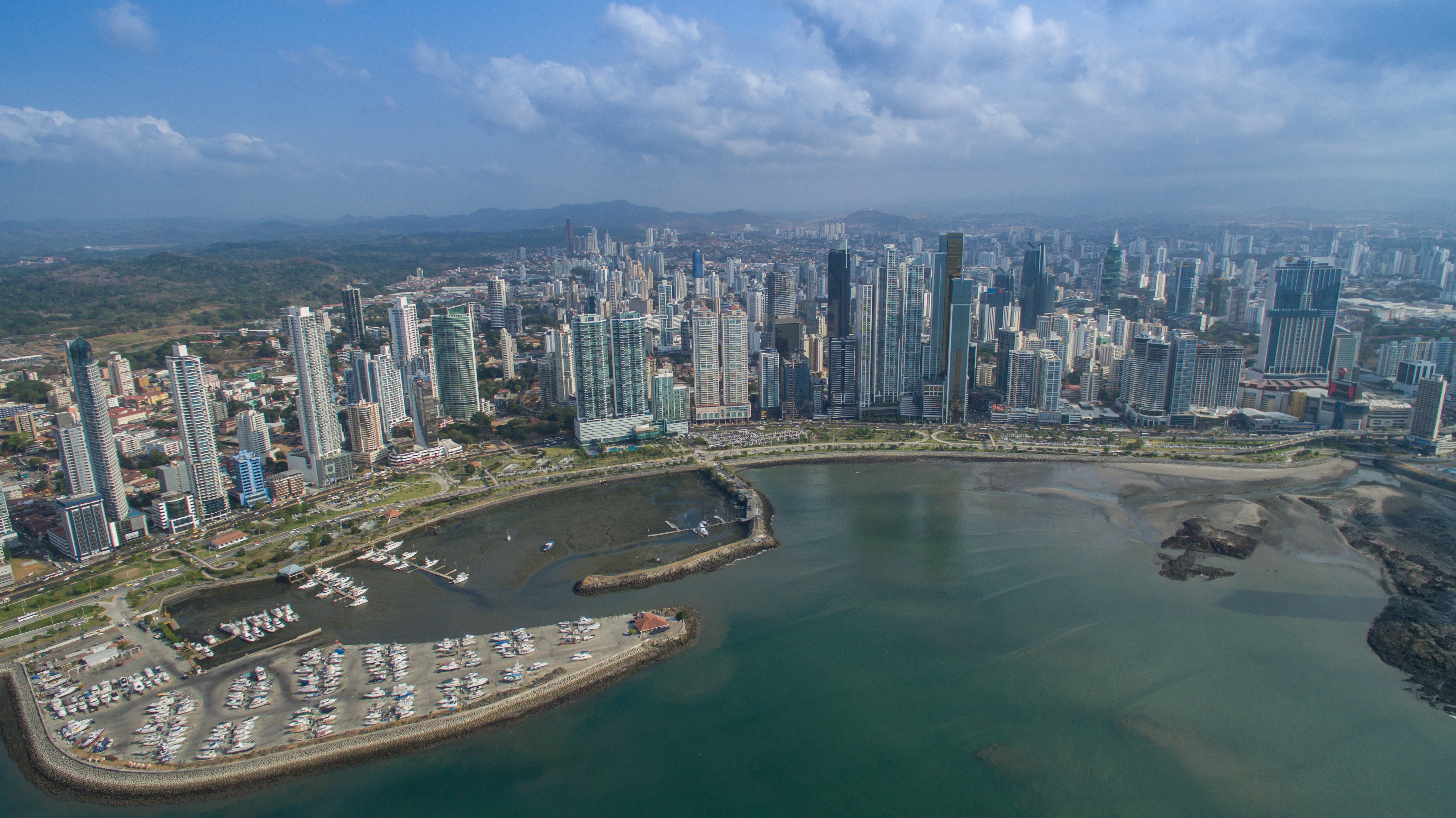
Districte financer de la ciutat de Panamà.

Com a centre econòmic i financer del país, l'economia de la ciutat de Panamà està basada en els serveis, molt centrada en la banca, el comerç i el turisme. L'economia depèn significativament de les activitats comercials i marítimes associades al canal de Panamà i a les instal·lacions portuàries situades a Balboa. La situació de Panamà com a zona de convergència de capitals de tot el món a causa del canal va ajudar a la ciutat a establir-se com una ubicació privilegiada per a la banca offshore i la planificació fiscal. En conseqüència, l'economia s'ha basat en comptables i advocats que ajuden les empreses globals a navegar pel panorama normatiu. La ciutat s'ha beneficiat d'un important creixement econòmic en els darrers anys, principalment a causa de l'expansió contínua del canal de Panamà, un augment de la inversió immobiliària i un sector bancari relativament estable. Hi ha al voltant de vuitanta bancs a la ciutat, almenys quinze dels quals són locals.
La ciutat de Panamà és responsable de la producció d'aproximadament el 55% del PIB del país. Això es deu al fet que la majoria d'empreses i locals panamenys es troben a la ciutat i la seva àrea metropolitana. És una escala per a altres destinacions del país, així com un punt de trànsit i una destinació turística en si mateixa.
El turisme és una de les activitats econòmiques més importants pel que fa a la generació d'ingressos. Aquest sector de l'economia ha experimentat un gran creixement des de la transferència de la zona del canal de Panamà a finals del segle xx. El nombre d'habitacions d'hotel es va multiplicar per deu, passant de 1.400 el 1997 a més de 15.000 el 2013, mentre que el nombre de visitants anuals va augmentar de 457.000 el 1999 a 1,4 milions el 2011. La taxa d'ocupació hotelera de la ciutat ha estat sempre relativament elevada, assolint el segon més alt de qualsevol ciutat fora dels Estats Units el 2008, després de Perth, Austràlia, i seguit de Dubai. No obstant això, les taxes d'ocupació hotelera han baixat des del 2009, probablement a causa de l'obertura de molts nous hotels de luxe. Diverses cadenes hoteleres internacionals, com Le Méridien, Radisson i RIU, han obert o tenen previst obrir nous hotels a la ciutat, juntament amb els que anteriorment operaven com Marriott, Sheraton, InterContinental i altres companyies estrangers i locals. La Trump Organization va construir el Trump Ocean Club, la primera inversió a Amèrica Llatina, el 2006 i és l'edifici més alt de la ciutat. El 2018 va canviar el nom pel de The Bahia Grand Panama després de la caiguda de les taxes d'ocupació associades a la marca Trump. Hilton Worldwide va obrir un Hilton Garden Inn a El Cangrejo i, el 2013, The Panamera, el segon hotel Waldorf Astoria d'Amèrica Llatina.

## Cultura

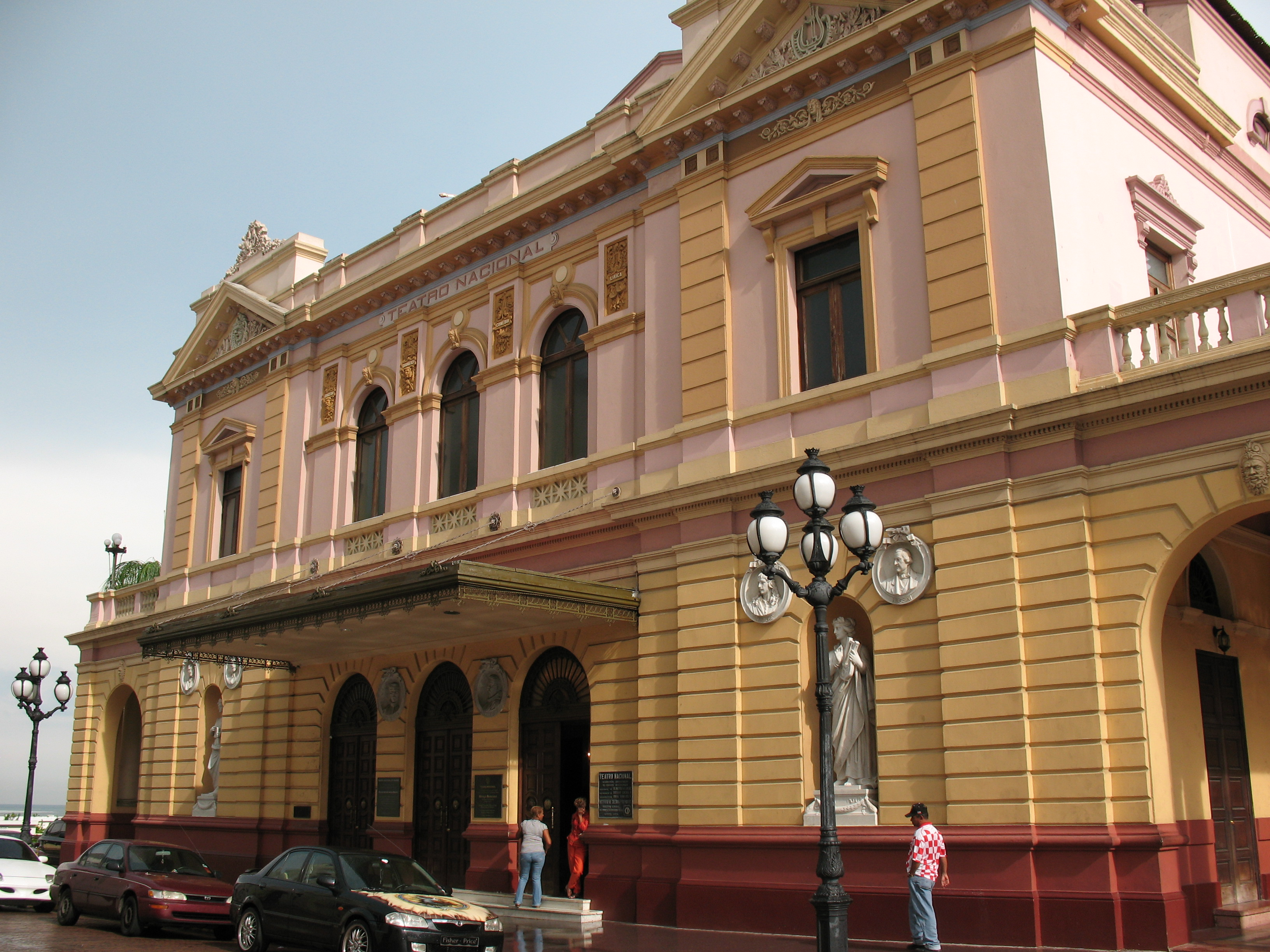
Façana del Teatre Nacional, al nucli antic de la ciutat.

### Universitats
La ciutat és el principal centre cultural del país. Acull nombroses universitats. Destaquen les dues universitats públiques del país, la Universitat de Panamà (fundada el 1935) i la Universitat Tecnològica de Panamà (fundada el 1981); així com diverses universitats privades, com la Universitat Interamericana de Panamà (UIP), la Universitat Catòlica Santa María La Antigua (USMA), la Universitat Latina, la Universitat Llatinoamericana de Ciència i Tecnologia (ULACIT), la Universitat de l'Istme (UDI) i la Universitat Metropolitana d'Educació, Ciència i Tecnología (UMECIT). La ciutat també acull diversos campus subsidiaris d'universitats estrangeres, com la Universitat Estatal de Florida o la Universitat de Xile.

### Museus
Entre els museus més importants de la ciutat destaquen el Museu d'Art Contemporani de Panamà, el Museu del Canal Interoceànic de Panamà, el Museu Antropològic Reina Torres de Araúz, el Museu de Panamá Viejo o Explora: Centro de Ciencias y Arte.

### Teatres
La ciutat acull una gran varietat de museus. El Teatre Nacional és la màxima institució teatral al Panamà. Altres teatres serien el Teatre Balboa, el Teatre Abba, el Teatre en Círculo, el Teatre Anita Villalaz, el Teatre Bambalinas, el Teatre La Estación, el Teatre Guild, el Teatre Ascanio Arosemena, el Teatre Atenea de Ciudad del Saber, el Teatre Anayansi, el Teatre INID o el Teatre El Ángel.

## Persones il·lustres
- Manuel Antonio Noriega Moreno, president del país 1983-1989.